# Миколаєнко Артем Вікторович
Артем Вікторович Миколаєнко — майор Збройних сил України, командир по бойовій підготовці 299-ї бригади тактичної авіації.

## З життєпису
Уродженець Миколаєва, з дружиною виховують двох дітей. 2003 року закінчив Харківський університет повітряних сил імені Івана Кожедуба.

## Нагороди
19 липня 2014 року — за особисту мужність і героїзм, виявлені у захисті державного суверенітету та територіальної цілісності України, вірність військовій присязі під час російсько-української війни, відзначений — нагороджений орденом Богдана Хмельницького III ступеня.